# Campionati mondiali di tiro a volo 2005
I campionati mondiali di tiro 2005 furono la trentunesima edizione dei campionati mondiali di questo sport e si disputarono a Lonato dal 24 al 31 maggio.

## Risultati

### Uomini

#### Fossa olimpica
| Evento      | Oro                                                         | Oro       | Argento                                            | Argento   | Bronzo                                                      | Bronzo    |
| Evento      | Atleta                                                      | Risultato | Atleta                                             | Risultato | Atleta                                                      | Risultato |
| Individuale | Massimo Fabbrizi                                            | 144       | Massimiliano Mola                                  | 142       | Josip Glasnović                                             | 141       |
| A squadre   | Italia Giovanni Pellielo Massimiliano Mola Massimo Fabbrizi | 362       | Australia Thomas Turner Michael Diamond Adam Vella | 355       | Francia Stephane Clamens Jean-Pierre Chavassieux Yves Tronc | 354       |

#### Double trap
| Evento      | Oro                            | Oro       | Argento                                                             | Argento   | Bronzo                                                | Bronzo    |
| Evento      | Atleta                         | Risultato | Atleta                                                              | Risultato | Atleta                                                | Risultato |
| Individuale | Ahmed al-Maktum                | 189       | Wang Nan                                                            | 187       | Park Jung-Hwan                                        | 185       |
| A squadre   | Cina Wang Nan Li Bo Hu Binyuan | 414       | Emirati Arabi Uniti Ahmed al-Maktum Abdulla al-Kendi Saif al-Shamsy | 411       | Stati Uniti Jeffrey Holguin Bret Erickson Glenn Eller | 406       |

#### Skeet
| Evento      | Oro                                              | Oro       | Argento                                             | Argento   | Bronzo                                            | Bronzo    |
| Evento      | Atleta                                           | Risultato | Atleta                                              | Risultato | Atleta                                            | Risultato |
| Individuale | Vincent Hancock                                  | 148       | Ennio Falco                                         | 147       | James Graves                                      | 146       |
| A squadre   | Norvegia Tore Brovold Erik Watndal Harald Jensen | 355       | Stati Uniti Vincent Hancock James Graves Mark Weeks | 355       | Italia Andrea Benelli Valerio Luchini Ennio Falco | 353       |

### Donne

#### Fossa olimpica
| Evento      | Oro                                             | Oro       | Argento                                                 | Argento   | Bronzo                         | Bronzo    |
| Evento      | Atleta                                          | Risultato | Atleta                                                  | Risultato | Atleta                         | Risultato |
| Individuale | Deborah Gelisio                                 | 91        | Irina Laricheva                                         | 90        | Susan Nattrass                 | 89        |
| A squadre   | Russia Irina Laricheva Elena Tkach Elena Rabaia | 202       | Italia Deborah Gelisio Giulia Iannotti Romina Giansanti | 202       | Cina Ma Huike Wang Yujin Gao E | 197       |

#### Doubletrap
| Evento      | Oro          | Oro       | Argento     | Argento   | Bronzo         | Bronzo    |
| Evento      | Atleta       | Risultato | Atleta      | Risultato | Atleta         | Risultato |
| Individuale | Wang Jinglin | 113       | Li Qingnian | 108       | Monica Girotto | 107       |

#### Skeet
| Evento      | Oro                                                   | Oro       | Argento                                                      | Argento   | Bronzo                                            | Bronzo    |
| Evento      | Atleta                                                | Risultato | Atleta                                                       | Risultato | Atleta                                            | Risultato |
| Individuale | Véronique Girardet-Allard                             | 96        | Cristina Vitali                                              | 93        | Danka Barteková                                   | 92        |
| A squadre   | Italia Chiara Cainero Katiuscia Spada Cristina Vitali | 210       | Slovacchia Danka Barteková Lenka Barteková Andrea Stranovska | 201       | Stati Uniti Connie Smotek Brandie Neal Haley Dunn | 196       |

## Risultati juniores

### Uomini

#### Fossa olimpica
| Evento      | Oro                                                  | Oro       | Argento                                               | Argento   | Bronzo                                                | Bronzo    |
| Evento      | Atleta                                               | Risultato | Atleta                                                | Risultato | Atleta                                                | Risultato |
| Individuale | Marco Panizza                                        | 116       | Bradley Davis                                         | 116       | Julien Meunier                                        | 115       |
| A squadre   | Gran Bretagna Carl Exton Bradley Davis Aaron Heading | 341       | Italia Daniele Resca Marco Panizza Valerio Vallifuoco | 338       | Francia Julien Meunier Yohan David Sebastien Guerrero | 324       |

#### Doubletrap
| Evento      | Oro                                                  | Oro       | Argento                                               | Argento   | Bronzo                                                   | Bronzo    |
| Evento      | Atleta                                               | Risultato | Atleta                                                | Risultato | Atleta                                                   | Risultato |
| Individuale | Joshua Richmond                                      | 132       | Byron Swanton                                         | 127       | Rosario Conti                                            | 126       |
| A squadre   | Italia Rosario Conti Angelo Pizzoleo Simone Camerini | 368       | Russia Alexandr Furasyev Dmitry Uminsky Mikhail Leybo | 367       | Stati Uniti Matthew Drexler Joshua Richmond Cory Sidorek | 366       |

#### Skeet
| Evento      | Oro                                                          | Oro       | Argento                                                      | Argento   | Bronzo                                                    | Bronzo    |
| Evento      | Atleta                                                       | Risultato | Atleta                                                       | Risultato | Atleta                                                    | Risultato |
| Individuale | Anthony Terras                                               | 122       | Stefano Battaglia                                            | 118       | Frank Dittmer                                             | 117       |
| A squadre   | Italia Stefano Battaglia Francesco Ciavaglia Manuel Polidori | 342       | Francia Anthony Terras Christophe Montalescot Florian Latour | 341       | Finlandia Jesse Louhelainen Ville Hukkanen Miikka Rintala | 336       |

### Donne

#### Fossa olimpica
| Evento      | Oro           | Oro       | Argento      | Argento   | Bronzo       | Bronzo    |
| Evento      | Atleta        | Risultato | Atleta       | Risultato | Atleta       | Risultato |
| Individuale | Fatima Galvez | 64        | Abbey Burton | 64        | Susan Sledge | 62        |

#### Skeet
| Evento      | Oro      | Oro       | Argento           | Argento   | Bronzo            | Bronzo    |
| Evento      | Atleta   | Risultato | Atleta            | Risultato | Atleta            | Risultato |
| Individuale | Song Wei | 63        | Simona Scocchetti | 62        | Angelina Mishchuk | 61        |

## Medagliere
Nazione ospitante
| Posiz. | Nazione             | Oro | Argento | Bronzo | Totale |
| ------ | ------------------- | --- | ------- | ------ | ------ |
| 1      | Italia              | 4   | 4       | 2      | 10     |
| 2      | Cina                | 2   | 2       | 1      | 5      |
| 3      | Stati Uniti         | 1   | 1       | 3      | 5      |
| 4      | Russia              | 1   | 1       | 0      | 2      |
| 4      | Emirati Arabi Uniti | 1   | 1       | 0      | 2      |
| 6      | Francia             | 1   | 0       | 1      | 2      |
| 7      | Norvegia            | 1   | 0       | 0      | 1      |
| 8      | Slovacchia          | 0   | 1       | 1      | 2      |
| 9      | Australia           | 0   | 1       | 0      | 1      |
| 10     | Canada              | 0   | 0       | 1      | 1      |
| 10     | Croazia             | 0   | 0       | 1      | 1      |
| 10     | Corea del Sud       | 0   | 0       | 1      | 1      |

## Medagliere juniores
Nazione ospitante
| Posiz. | Nazione       | Oro | Argento | Bronzo | Totale |
| ------ | ------------- | --- | ------- | ------ | ------ |
| 1      | Italia        | 3   | 3       | 1      | 7      |
| 2      | Gran Bretagna | 2   | 2       | 0      | 4      |
| 3      | Francia       | 1   | 1       | 2      | 4      |
| 4      | Cina          | 1   | 0       | 0      | 1      |
| 4      | Spagna        | 1   | 0       | 0      | 1      |
| 6      | Russia        | 0   | 1       | 1      | 2      |
| 7      | Sudafrica     | 0   | 1       | 0      | 1      |
| 8      | Stati Uniti   | 0   | 0       | 2      | 2      |
| 9      | Germania      | 0   | 0       | 1      | 1      |
| 9      | Finlandia     | 0   | 0       | 1      | 1      |